# 돔 후지 기지
돔 후지 기지(일본어: ドームふじ基地), 영어명으로 돔 F (Dome F) / 발키리 돔 (Valkyrie Dome)은 남극 대륙 퀸모드랜드 동쪽 내륙에 위치한 일본의 남극 기지이다.
'돔 후지' 자체는 동남극 빙상의 아이스돔 지형을 가리키는 말로, 해발고도 3,810m에 위치해 있으며, 남극에서 두번째로 높은 지점이기도 하다. 이 명칭은 돔 지형의 꼭대기에 위치하고 그 높이가 일본 후지산과 가깝다는 점에서 일본 측에서 붙인 명칭이다.

## 지리
돔 후지(일본어: ドームふじ, Dome Fuji)는 퀸모드랜드 동부에 위치한 아이스돔 지형으로 해발은 약 3,700m를 넘는다. 퀸모드랜드에서 가장 높은 지점이자 노르웨이 영유권 권역 내에서도 가장 높은 곳이다. 전체 고도 가운데 약 3000m는 빙상으로 뒤덮여 있다.
1963년~1964년 소련 남극 탐험대의 설상 횡단 탐사 과정에서 돔 후지의 북쪽 부분 (해발 3,600m)를 횡단한 기록이 있다.
남극 고원에 위치한 데다 고도도 높기 때문에 지구상에서 가장 추운 곳으로 꼽힌다. 외부 기온은 여름철에도 -30°C 이상으로 올라가는 경우가 없으며, 겨울철에는 -80°C까지 떨어진다. 연평균 기온은 -54.3°C이다. 기후는 한랭 사막기후로 몹시 건조하며, 연간 강수량은 약 25mm로 그 역시 눈의 형태가 아닌 대기중의 다이아몬드 분진 (얼음 결정)의 형태로 지상에 떨어진다.

## 연구 기지
돔 후지 기지 (일본어: ドームふじ基地)는 1995년 1월 일본이 세운 연구과학 기지로 당시 명칭은 돔후지 관측소 (일본어: ドームふじ観測拠点)였다. 2004년 4월 1일 지금의 명칭으로 바뀌었다. 좌표로는 남위 77° 19′  동경 39° 42′  / 남위 77.317°  동경 39.700° 에 위치해 있으며, 쇼와 기지로부터 약 1000km 떨어진 지점에 자리잡고 있다.
이 기지에 제38차 월동대의 조리담당으로 부임했던 일본 해상보안청 출신 대원 니시무라 아츠시의 에세이 <재미있는 남극 요리사>(面白南極料理人)를 원작으로 2009년 일본 영화 <남극의 쉐프>가 개봉하였다.

## 빙하학 연구
1995년 8월 돔후지의 고심도 빙하코어 시추 작업을 개시, 1996년 12월에는 지하 2,503m 지점에 도달했다. 첫번째 시추공이 도달한 빙하코어의 측정연대는 지금으로부터 약 340,000년 전의 시대이다.
돔후지 기지의 빙하코어 샘플은 완벽한 수준이며, 흔히 코어절단 작업 과정에서 얼음이 깨져 오염되기 쉬운 지하 500m~850m의 취약영역 대의 샘플도 우수한 품질을 보인다.
2003년에는 두번째 빙하코어 시추에 나섰으며, 2003년~2004년, 2006년~2007년까지 총 4차례의 남반구 하절기에 걸쳐 시추작업이 이루어졌다. 이 때의 시추공은 지하 3,035m에 도달하였다. 기반암에는 도달하지 못했으나 샘플의 최하단부에서 암석 입자와 재동결된 물이 발견되어 기반암과의 거리는 매우 가까울 것으로 분석됐다. 두번째 빙하코어의 측정연대는 약 720,000년 전의 시대로, 첫번째 빙하코어의 기후 연대를 대폭 확대하였다. 돔후지 빙하코어의 측정연대는 현재까지 남극에서 채취가 이뤄진 얼음 가운데 두번째로 오래된 것이며, 이보다 더 오래된 기록은 콩코르디아 기지에서 실시하는 EPICA 돔 C코어 가 유일하다.

## 같이 보기
- 남극 기지
- 남극의 공항
- 트롤 기지
- 일본의 남극기지
  - 아스카 기지
  - 미즈호 기지
  - 쇼와 기지
- 보스토크 기지